# Xiruana
Xiruana es un género de arañas araneomorfas de la familia Anyphaenidae. Se encuentra en Sudamérica.

## Especies
Según The World Spider Catalog 12.0:
- Xiruana affinis (Mello-Leitão, 1922)
- Xiruana gracilipes (Keyserling, 1891)
- Xiruana hirsuta (Mello-Leitão, 1938)
- Xiruana tetraseta (Mello-Leitão, 1939)